# Cactus Forest
Cactus Forest es un lugar designado por el censo ubicado en el condado de Pinal en el estado estadounidense de Arizona. En el Censo de 2010 tenía una población de 594 habitantes y una densidad poblacional de 83,95 personas por km².

## Geografía
Cactus Forest se encuentra ubicado en las coordenadas 32°57′28″N 111°19′1″O / 32.95778, -111.31694. Según la Oficina del Censo de los Estados Unidos, Cactus Forest tiene una superficie total de 7.08 km², de la cual 7.08 km² corresponden a tierra firme y (0%) 0 km² es agua.

## Demografía
Según el censo de 2010, había 594 personas residiendo en Cactus Forest. La densidad de población era de 83,95 hab./km². De los 594 habitantes, Cactus Forest estaba compuesto por el 86.7% blancos, el 1.52% eran afroamericanos, el 4.38% eran amerindios, el 0.17% eran asiáticos, el 0% eran isleños del Pacífico, el 4.71% eran de otras razas y el 2.53% pertenecían a dos o más razas. Del total de la población el 21.38% eran hispanos o latinos de cualquier raza.